# Тъпомуцунеста панцерна щука
Тъпомуцунестите панцерни щуки (Lepisosteus platostomus) са вид актиноптери от семейство Леписостиди (Lepisosteidae).
Ендемит са за САЩ. 
Те са незастрашен вид.
Таксонът е описан за пръв път от Константен Самюел Рафинеск през 1820 година.